# Pavel Němec
Pavel Němec (ur. 20 lipca 1971 w Pradze) – czeski polityk i prawnik, parlamentarzysta, od 2002 do 2004 minister rozwoju regionalnego, w latach 2004–2006 wicepremier, minister sprawiedliwości, a także przewodniczący Unii Wolności – Unii Demokratycznej.

## Życiorys
Ukończył studia prawnicze na Uniwersytecie Karola w Pradze. W latach 90. pracował jako prywatny przedsiębiorca, m.in. był wiceprezesem spółki prawa handlowego INGSPED. Zaangażował się w działalność polityczną w ramach Unii Wolności. W 1998 i 2002 z jej ramienia uzyskiwał mandat deputowanego do Izby Poselskiej. W 2002 został ministrem rozwoju regionalnego w rządzie Vladimíra Špidli. W 2006 stanął na czele swojego ugrupowania. W tym samym roku w gabinecie Stanislava Grossa objął funkcje wicepremiera oraz ministra sprawiedliwości. Pełnił je również w powołanym w 2005 rządzie Jiříego Paroubka. W 2006, po porażce wyborczej Unii Wolności – Unii Demokratycznej, wycofał się z działalności politycznej. Powrócił do sektora prywatnego, w 2009 został partnerem w kancelarii adwokackiej.